# Karolina Owczarz
Karolina Owczarz (ur. 4 lutego 1993 w Łodzi) – polska bokserka wagi lekkiej, zawodniczka mieszanych sztuk walki (MMA) wagi muszej oraz była dziennikarka sportowa Polsatu Sport. W latach 2018-2024 zawodniczka federacji KSW. Aktualnie związana z GFL.

## Życiorys i przeszłość w boksie
Mistrzyni Polski Juniorek w kategorii 57 kg. Uczestniczka bokserskiego programu reality-show telewizji meksykańskiej „Reto de campeonas”.
Zdobyła złoty medal na Mistrzostwach Polski w Boksie Kobiet w 2011 roku, a także brązowy medal w roku 2010.
Medalistka i zwyciężczyni wielu imprez krajowych i międzynarodowych.
W 2013 roku zawiesiła karierę bokserską na rzecz pracy dziennikarskiej dla Polsatu Sport.

## Kariera MMA
W styczniu 2018 roku poinformowano, że Owczarz podpisała kontrakt z Konfrontacją Sztuk Walki, organizacją zajmującą się promocją mieszanych sztukach walki (MMA).
3 marca 2018 roku w rodzinnej Łodzi podczas gali KSW 42: Khalidov vs. Narkun zadebiutowała w nowej dla siebie formule walki. Owczarz już w pierwszej rundzie poddała duszeniem zza pleców Paulinę Raszewską.
W drugiej swojej zawodowej walce, po rocznej przerwie podczas KSW 47: The X-Warriors pokonała po niejednogłośnej decyzji znaną z kick-boxingu, Martę Chojnoską.
7 grudnia 2019 na KSW 52: Race poddała duszeniem trójkątnym nogami Aleksandrę Rolę w drugiej rundzie.
14 listopada 2020 na gali KSW 56: Polska vs. Chorwacja przegrała swój pierwszy pojedynek decyzją jednogłośną z Justyną Habą.
Kolejną walkę stoczyła 5 czerwca 2021 na KSW 61: To Fight or Not To Fight, gdzie jej rywalką została zawodniczka ze Słowenii, Monika Kučinič. Pojedynek po trzech rundach jednogłośnie zwyciężyła.
23 października 2021 podczas wydarzenia KSW 64: Przybysz vs. Santos zawalczyła z bardziej doświadczoną Sylwią Juśkiewicz. Walkę przegrała jednogłośnie na pełnym dystansie.
20 sierpnia 2022 w Warszawie podczas gali KSW 73: Sarara vs. Wrzosek zwyciężyła jednogłośnie na punkty Natalią Baczyńską-Krawiec.
Na gali XTB KSW 81: Bartosiński vs. Szczepaniak, która odbyła się 22 kwietnia 2023 w Tomaszowie Mazowieckim, zmierzyła się z niepokonaną Adrianną Kreft. Przegrała przez poddanie (duszenie trójkątne rękoma) w pierwszej odsłonie.
Po 15-miesięcznej przerwie miała powrócić na gali XTB KSW 96: Pawlak vs. Janikowski 2, która odbyła się 20 lipca 2024 w łódzkiej hali Sport Arena. Niespodziewanie jej rywalka, Sandra Succar przekroczyła limit wagi muszej o 0,6 kg, w związku z czym ta została ukarana odjęciem 30% z jej wypłaty. Rano w dniu gali Libanka dostała zapalenia pęcherza, przez co lekarze nie dopuścili jej do walki z Owczarz. Występ Owczarz został także anulowany, mimo że organizacja zaproponowała jej trzy potencjalne rywalki w ramach zastępstwa, które mając prawo odrzuciła.
We wrześniu 2024 roku współwłaściciel KSW – Martin Lewandowski w udzielonym wideowywiadzie dla portalu myMMApl zradził, że kontrakt Karoliny Owczarz z KSW wygasł już przed jej stoczoną walką dla Fame MMA.
W grudniu 2024 roku podpisała kontrakt z nowo powstałą organizacją Global Fight League (GFL). Mimo podpisania kontraktu z nowym pracodawcą, Owczarz zapowiedziała, że GFL ma kłopoty organizacyjne i będzie szukała innej opcji w innych federacjach.

## Walka kick-bokserska
W sierpniu 2024 roku federacja typu freak fight – Fame MMA, ogłosiła za pomocą mediów społecznościowych zakontraktowanie Karoliny Owczarz na walkę z Martą Linkiewicz. Do kick-bokserskiego starcia zawodniczek w formule K-1 doszło 31 sierpnia na warszawskim Stadionie PGE Narodowym. Mimo pozycji faworytki przegrała walkę niejednogłośną decyzją sędziowską.

## Lista zawodowych walk

### Boks w ringu
| Wynik     | Bilans  | Przeciwnik (bilans przed walką) | Rozstrzygnięcie | Runda | Data       | Miejsce                             | Uwagi                      |
| --------- | ------- | ------------------------------- | --------------- | ----- | ---------- | ----------------------------------- | -------------------------- |
| Wygrana   | 4-0 (2) | Irene Gambrah (1-0)             | UD              | 4/4   | 24.03.2012 | Oświęcim                            |                            |
| Wygrana   | 3-0 (2) | Hana Horáková (1-3)             | PTS             | 4/4   | 30.10.2011 | MOSiR, Stalowa Wola                 |                            |
| Wygrana   | 2-0 (2) | Valija Lasmanovica (1-0)        | UD              | 4/4   | 14.10.2011 | Kopalnia Soli, Wieliczka            |                            |
| Wygrana   | 1-0 (2) | Jelena Gromyko (0-1)            | TKO             | 1/4   | 16.09.2011 | Hala Torwar, Warszawa               |                            |
| Nieodbyta | 0-0 (2) | Irma Garcia (0-0-1)             | No contest      |       | 02.04.2011 | Polyforum Chiapas, Tuxtla Gutierrez |                            |
| Nieodbyta | 0-0 (2) | Blanca Iris Cueto (0-0)         | No contest      |       | 26.03.2011 | Polyforum Chiapas, Tuxtla Gutierrez | Debiut w zawodowym boksie. |

Legenda: TKO – techniczny nokaut, KO – nokaut, UD – jednogłośna decyzja, SD – niejednogłośna decyzja, MD – decyzja większości, PTS – walka zakończona na punkty, RTD – techniczna decyzja sędziów, no contest – walka uznana za nieodbytą

### MMA
| Wynik     | Bilans | Przeciwnik (bilans przed walką) | Rozstrzygnięcie                      | Runda | Czas | Rozgrywki                               | Data       | Miejsce             | Uwagi                                  |
| --------- | ------ | ------------------------------- | ------------------------------------ | ----- | ---- | --------------------------------------- | ---------- | ------------------- | -------------------------------------- |
| Przegrana | 5-3    | Adrianna Kreft (4-0)            | Poddanie (duszenie trójkątne rękoma) | 1     | 1:13 | XTB KSW 81: Bartosiński vs. Szczepaniak | 22.04.2023 | Tomaszów Mazowiecki |                                        |
| Wygrana   | 5-2    | Natalia Baczyńska-Krawiec (6-2) | Decyzja (jednogłośna)                | 3     | 5:00 | KSW 73: Sarara vs. Wrzosek              | 20.08.2022 | Warszawa            |                                        |
| Przegrana | 4-2    | Sylwia Juśkiewicz (9-6)         | Decyzja (jednogłośna)                | 3     | 5:00 | KSW 64: Przybysz vs. Santos             | 23.10.2021 | Łódź                | Limit umowny -56 kg.                   |
| Wygrana   | 4-1    | Monika Kučinič (1-0)            | Decyzja (jednogłośna)                | 3     | 5:00 | KSW 61: To Fight or Not To Fight        | 05.06.2021 | Gdańsk/Sopot        | Limit umowny -53,5 kg.                 |
| Przegrana | 3-1    | Justyna Haba (2-1)              | Decyzja (jednogłośna)                | 3     | 5:00 | KSW 56: Polska vs. Chorwacja            | 14.11.2020 | Łódź                |                                        |
| Wygrana   | 3-0    | Aleksandra Rola (3-0)           | Poddanie (duszenie trójkątne nogami) | 2     | 4:35 | KSW 52: Race                            | 07.12.2019 | Gliwice             | Bonus za poddanie wieczoru.            |
| Wygrana   | 2-0    | Marta Chojnoska (1-1)           | Decyzja (niejednogłośna)             | 3     | 5:00 | KSW 47: The X-Warriors                  | 23.03.2019 | Łódź                |                                        |
| Wygrana   | 1-0    | Paulina Raszewska (0-0)         | Poddanie (duszenie zza pleców)       | 1     | 1:00 | KSW 42: Khalidov vs. Narkun             | 03.03.2018 | Łódź                | Debiut w zawodowym MMA w wadze muszej. |

### Kick-boxing
| Wynik     | Bilans | Przeciwnik (bilans przed walką) | Rozstrzygnięcie          | Runda | Czas | Rozgrywki         | Data       | Miejsce  | Uwagi                                                 |
| --------- | ------ | ------------------------------- | ------------------------ | ----- | ---- | ----------------- | ---------- | -------- | ----------------------------------------------------- |
| Przegrana | 0-1    | Marta Linkiewicz (1-0)          | Decyzja (niejednogłośna) | 3     | 3:00 | Fame 22: Ultimate | 31.08.2024 | Warszawa | Zasady K-1. Limit umowny -60 kg. W rękawicach do MMA. |

## Filmografia
- 2020-2018: Znaki – jako Martyna (odc. 2, 3, 4, 5, 6, 8)
- 2018: Przyjaciółki – jako dziewczyna na siłowni (odc. 139)
- 2018: Policjantki i policjanci – jako „Owca” (odc. 462-512)